# Ivan Zemljak

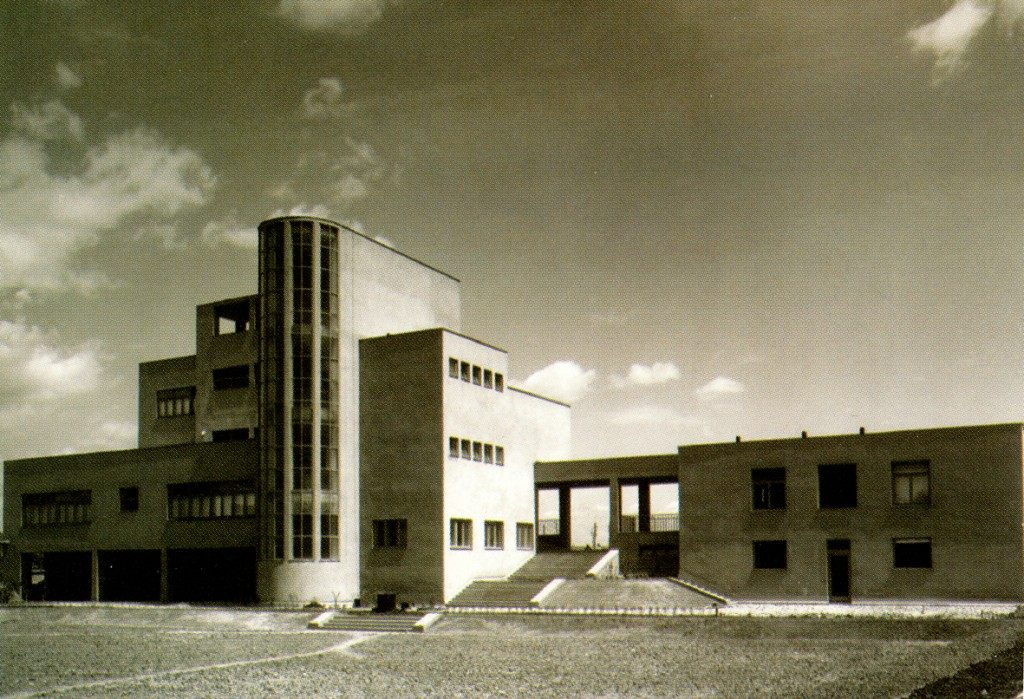
Schule an der Selskastr. (1930) in Zagreb

Ivan Zemljak (* 15. März 1893 in Zagreb; † 1. Januar 1963 ebenda) war ein jugoslawischer Architekt der Moderne, besonders bekannt für seine in Zagreb entstandenen Schulbauten.

## Leben
Zemljak studierte an der Technischen Hochschule Graz von 1912 bis 1914, darauf besuchte er die deutsche Technische Hochschule in Prag. Nach dem Diplom 1920 arbeitete er in Zagreb. In Kroatien führte Viktor Kovačić die Architektur der Moderne ein.
1929 besuchter Zemljak Deutschland und die Niederlande, wo er in Kontakt kam mit den Vertreten von De Stijl und dem Werk von Jakobus Oud.
Zemljaks Baustil vereinte Elemente des internationalen Stils mit der traditionellen kroatischen Architektur.

## Werke
- 1924 Haus, Nike Grškovića 11, Zagreb
- 1928 Apartmentgebäude, Masarykova 13, Zagreb
- 1930 Jordanov Schule, Jordanovac 113, Zagreb
- 1930 Schule an der Selskastr., Selska cesta 19, Zagreb
- 1933 Jakićevostr., Schule, Zagreb
- 1935 Koturaškastr., Schule, Koturaška ulica, Zagreb
- 1935 Observatorium an der Jordanov Schule, Zagreb
- 1937 Schule, Savska 39, Zagreb
- 1940 Schule Knežija, Zadarska 31, Zagreb

## Galerie

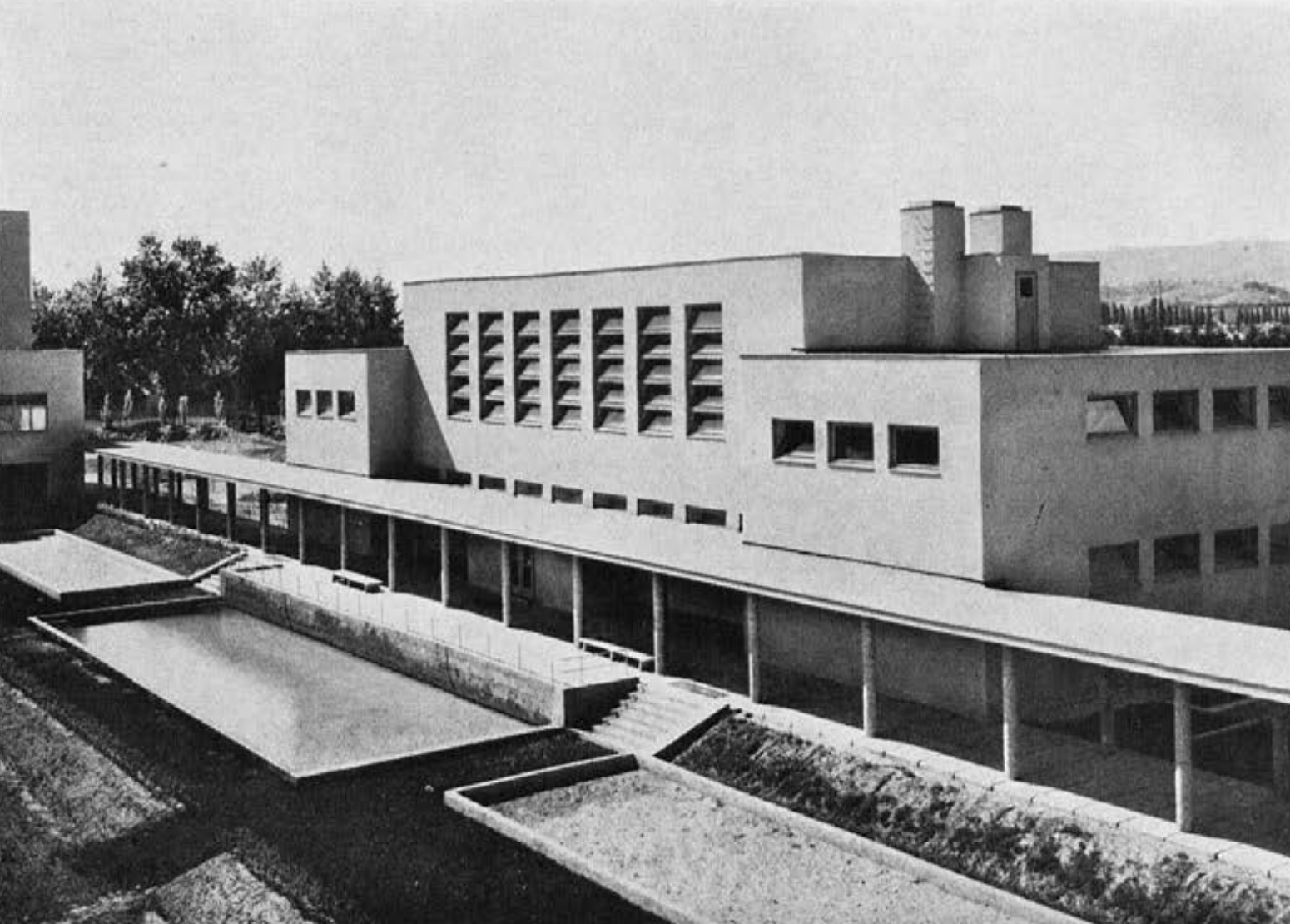
Schule an der Selskastr.
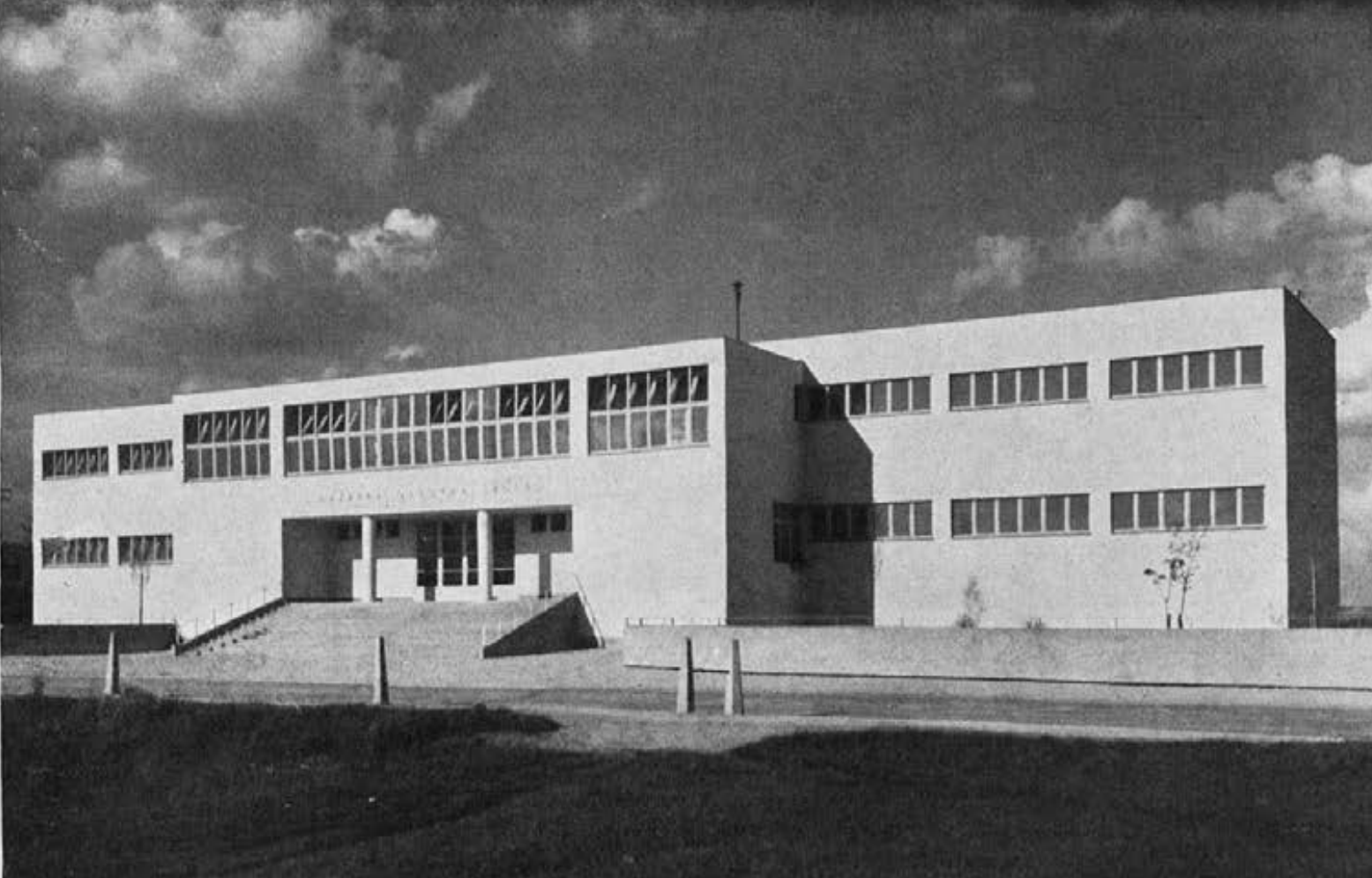
Selskastr. Schule (1930)
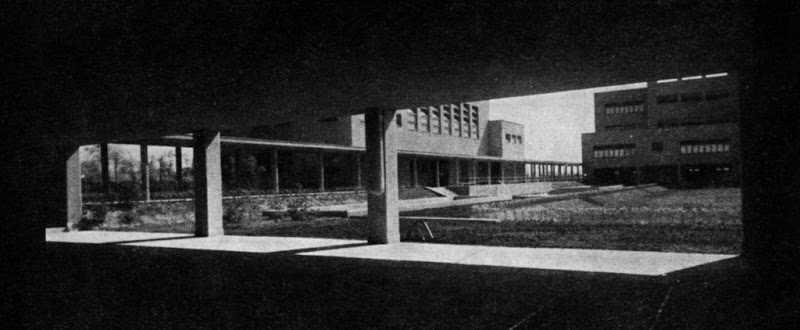
Selskastr. Schule (1930)
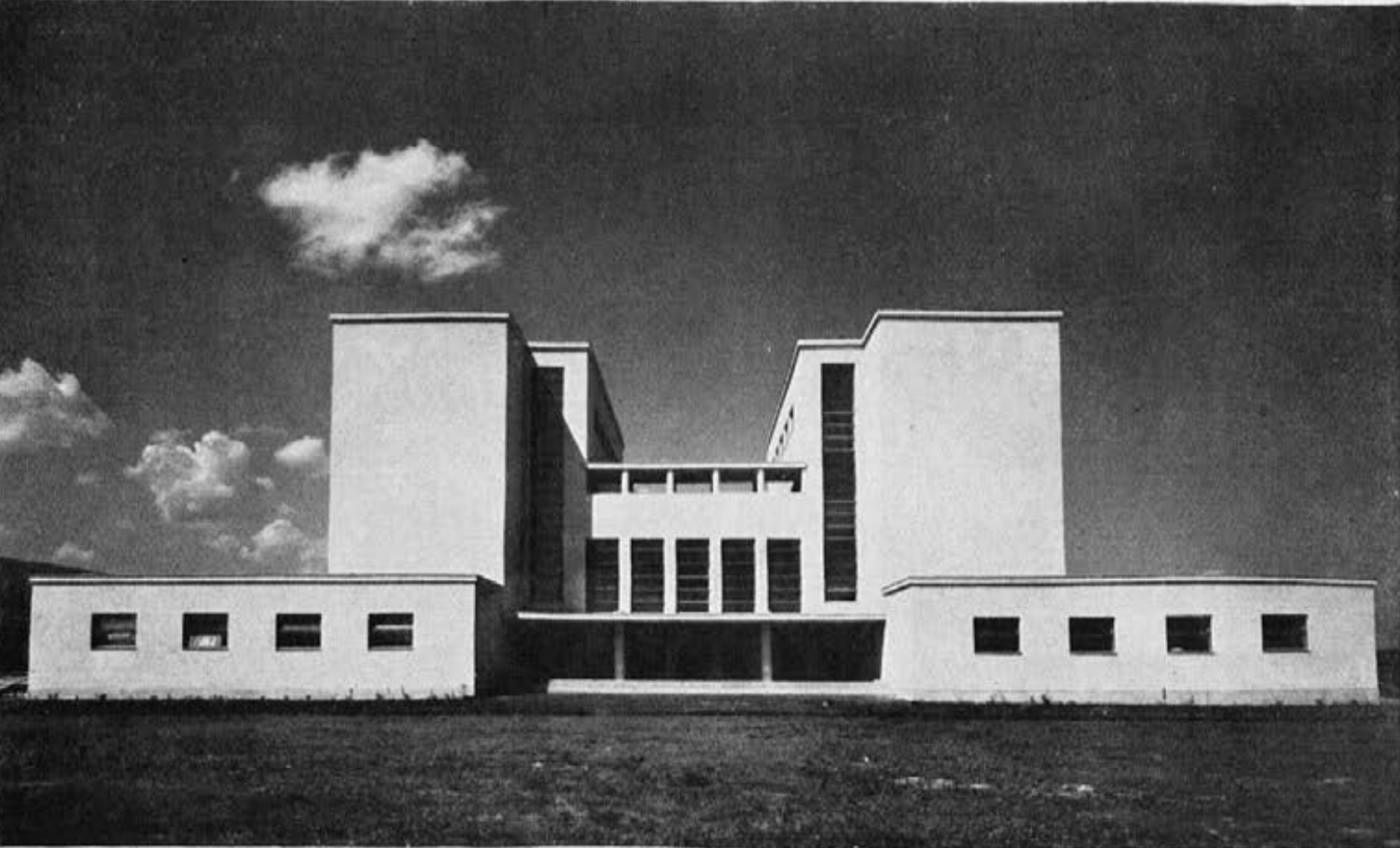
Jordanov Schule (1930)

## Einzelbelege
1. ↑  Darko Kahle: Wohnhäuser des neuen Bauens in den Nordteilen von Zagreb 1928 bis 1945. (PDF) reserchgate.net, 2007, abgerufen am 24. September 2023.
2. ↑  Zemljak, Ivan | Hrvatska enciklopedija. Abgerufen am 24. September 2023.
3. ↑  https://www.ipu.hr/content/zivot-umjetnosti/ZU_9-1969_072-080_IMaroevic.pdf

| Personendaten    | Personendaten            |
| ---------------- | ------------------------ |
| NAME             | Zemljak, Ivan            |
| KURZBESCHREIBUNG | jugoslawischer Architekt |
| GEBURTSDATUM     | 15. März 1893            |
| GEBURTSORT       | Zagreb                   |
| STERBEDATUM      | 1. Januar 1963           |
| STERBEORT        | Zagreb                   |